# Chrysonoma adelosema
Chrysonoma adelosema är en fjärilsart som beskrevs av Oswald Beltram Lower 1920. Chrysonoma adelosema ingår i släktet Chrysonoma och familjen praktmalar, Oecophoridae. Inga underarter finns listade i Catalogue of Life.